# Potrero Largo
Potrero Largo är en ort i Mexiko.   Den ligger i kommunen Villa del Carbón och delstaten Mexiko, i den sydöstra delen av landet, 50 km nordväst om huvudstaden Mexico City. Potrero Largo ligger 2 419 meter över havet och antalet invånare är 137.
Terrängen runt Potrero Largo är kuperad åt nordväst, men åt sydost är den platt. Runt Potrero Largo är det ganska tätbefolkat, med 207 invånare per kvadratkilometer. Närmaste större samhälle är Nicolás Romero, 19,2 km sydost om Potrero Largo. I omgivningarna runt Potrero Largo växer huvudsakligen savannskog.